# Nieuw-Zeeland op de Olympische Zomerspelen 1932

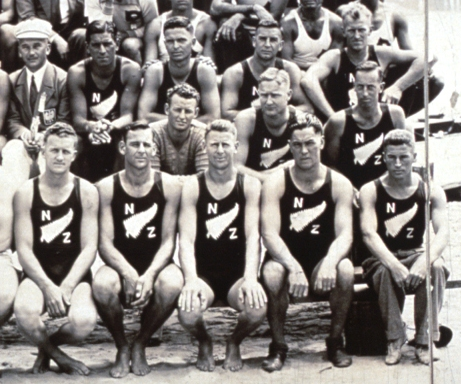
Roeiploeg van Nieuw-Zeeland op de Olympische Zomerspelen 1932

Nieuw-Zeeland nam deel aan de Olympische Zomerspelen 1932 in Los Angeles, Verenigde Staten. Voor de vierde achtereenvolgende keer werd 1 medaille gewonnen; dit keer zilver.

## Medailleoverzicht
| Sport  | Olympiër                        | Discipline      | Medaille |
| ------ | ------------------------------- | --------------- | -------- |
| Roeien | Cyril Alec Stiles Fred Thompson | twee-zonder (m) | Zilver   |

## Deelnemers en resultaten
(m) = mannen, (v) = vrouwen, (g) = gemengd

### Atletiek
| Olympiër      | Discipline   | Resultaat            | Prestatie                                                                   |
| ------------- | ------------ | -------------------- | --------------------------------------------------------------------------- |
| Allan Elliot  | 100m (m)     | 10e                  | serie 3: 2de in 10,8 kwartfinale 3: 3de in 10,9 halve finale 1: 5de in 11,0 |
| Stuart Black  | 200m (m)     | 17e                  | serie 3: 3de in 21,1 kwartfinale 3: 5de in 22,0                             |
| Allan Elliot  | 200m (m)     | 10e                  | serie 6: 2de in 22,2 kwartfinale 4: 3de in 21,8 halve finale 2: 5de in 21,9 |
| Stuart Black  | 400m (m)     | 22e                  | serie 5: 4de in 49,9                                                        |
| Don Evans     | 800m (m)     | 15e                  | serie 1: 4de in 1.56,6                                                      |
| Jack Lovelock | DNS          | series: niet gestart |                                                                             |
| Jack Lovelock | 1500m (m)    | 7e                   | serie 2: 1ste in 3.58,0 finale: 7de in 3.57,8                               |
| Billy Savidan | 5000m (m)    | 7e                   | serie 1: 15de in 15.08,2 finale: 4de in 14.49,6                             |
| Billy Savidan | 10000m (m)   | 4e                   | 31.09,0                                                                     |
| Billy Savidan | marathon (m) | DNS                  | niet gestart                                                                |
|               |              |                      |                                                                             |
| Thelma Kench  | 100m (v)     | halve finale         | serie 4: 3de in 12,4 halve finale 1: 6de                                    |

### Boksen
| Olympiër      | Discipline  | Resultaat | Prestatie                               |
| ------------- | ----------- | --------- | --------------------------------------- |
| Bob Purdie    | -61,2kg (m) | 9e        | 1ste ronde: V van ITA Bianchini: punten |
| Harold Thomas | -66,7kg (m) | 9e        | 1ste ronde: V van ITA Fabbroni: punten  |
| Harold Thomas | -72,6kg (m) | 9e        | 1ste ronde: V van GER Bernlöhr: punten  |

### Roeien
| Olympiër | Discipline      | Resultaat | Prestatie                                                                 |
| --- | --------------- | --------- | ------------------------------------------------------------------------- |
| Bob Stiles Rangi Thompson | twee-zonder (m) | Zilver    | serie 2: 2de in 7.50,2 herkansingen: 2de in 8.11,4 finale: 2de in 8.02,4  |
| Noel Pope Somers Cox Charles Saunders John Solomon Delmont Gullery                                                               | vier-met (m)    | 4e        | serie 1: 3de in 7.19,6 herkansingen: 1ste in 7.38,2 finale: 4de in 7.32,4 |
| George Cooke Bert Sandos Bob Stiles Jack Macdonald Lawrence Jackson Rangi Thompson Charles Saunders John Solomon Delmont Gullery | acht (m)        | 5e        | serie 2: 4de in 6.38,2 herkansingen: 2de in 6.52,2                        |

### Wielersport
| Olympiër      | Discipline       | Resultaat | Prestatie |
| ------------- | ---------------- | --------- | --------- |
| Ron Foubister | wegwedstrijd (m) | 23e       | 2:38.42,4 |

Argentinië · Australië · België · Brazilië · Brits-Indië · Canada · Colombia · Denemarken · Duitsland · Estland · Filipijnen · Finland · Frankrijk · Griekenland · Groot-Brittannië · Haïti · Hongarije · Ierland · Italië · Japan · Joegoslavië · Letland · Mexico · Nederland · Nieuw-Zeeland · Noorwegen · Oostenrijk · Polen · Portugal · Republiek China · Spanje · Tsjecho-Slowakije · Uruguay · Verenigde Staten · Zuid-Afrika · Zweden · Zwitserland